# Armelia McQueen
Armelia Audrey McQueen (Southern Pines, Észak-Karolina, 1952. január 6. – Los Angeles, Kalifornia, 2020. október 3.) amerikai színésznő.
Leginkább az Ain’t Misbehavin’ című musicalből, a Ghost (1990) című filmből, valamint az Adventures in Wonderland (1992–1994) és a Szívek doktora (2011–2015) sorozatok epizódjaiból ismert.

## Filmográfia

### Film
| Év   | Magyar cím                 | Eredeti cím     | Szerep                       | Magyar hang   |
| ---- | -------------------------- | --------------- | ---------------------------- | ------------- |
| 1976 |                            | Sparkle         | Tune Ann                     |               |
| 1981 | Kvartett                   | Quartet         | night club énekesnő          |               |
| 1988 | Jackson, a vadállat        | Action Jackson  | Dee                          | Némedi Mari   |
| 1989 | Sziklaöklű harcosok        | No Holds Barred | Sadie                        |               |
| 1990 | Ghost                      | Ghost           | Clara Brown (Oda Mae nővére) | Mányai Zsuzsa |
| 1998 | Bulworth – Nyomd a sódert! | Bulworth        | Ruthie                       |               |
| 1999 | Életfogytig                | Life            | Mrs. Clay                    |               |
| 2008 | A lehúzás                  | The Hustle      | Louise                       |               |

### Televízió
| Év        | Magyar cím                     | Eredeti cím                 | Szerep           | Megjegyzések |
| --------- | ------------------------------ | --------------------------- | ---------------- | ------------ |
| 1991      | Titokzatos idegen              | Face of a Stranger          | szociális munkás | tévéfilm     |
| 1992–1994 |                                | Adventures in Wonderland    | Red Queen        | 100 epizód   |
| 1993      | Kaliforniába jöttem            | The Fresh Prince of Bel-Air | bírónő           | 1 epizód     |
| 1998      | Reggeli Einsteinnel!           | Breakfast with Einstein     | Ms. Groomers     | tévéfilm     |
| 1998      | Doktorok                       | L.A. Doctors                | Carol Edwards    | 1 epizód     |
| 2004      |                                | That’s So Raven             | Curvacia         | 1 epizód     |
| 2005      | JAG – Becsületbeli ügyek       | JAG                         | April-Dawn McKee | 1 epizód     |
| 2011–2015 | Szívek doktora                 | Hart of Dixie               | Shula Whitaker   | 26 epizód    |
| 2014      | Brooklyn 99 – Nemszázas körzet | Brooklyn Nine-Nine          | Diane            | 1 epizód     |

## Fordítás
- Ez a szócikk részben vagy egészben  az   Armelia McQueen című angol Wikipédia-szócikk ezen változatának fordításán alapul.  Az eredeti cikk szerkesztőit annak laptörténete sorolja fel. Ez a jelzés csupán a megfogalmazás eredetét és a szerzői jogokat jelzi, nem szolgál a cikkben szereplő információk forrásmegjelöléseként.